# Darjino (obwód kurski)
Darjino (ros. Дарьино) – wieś (ros. село, trb. sieło) w zachodniej Rosji, w sielsowiecie swierdlikowskim rejonu sudżańskiego w obwodzie kurskim.

## Geografia
Miejscowość położona jest nad rzeką Snagosć, 4 km od granicy z Ukrainą, 6 km od centrum administracyjnego sielsowietu swierdlikowskiego (Swierdlikowo), 18,5 km od centrum administracyjnego rejonu (Sudża), 96 km od Kurska.
W granicach miejscowości znajdują się ulice: Bolszaja, Szagarowka, Wysz.

## Demografia
W 2010 r. miejscowość zamieszkiwały 144 osoby.